# Eulithis constricta
Eulithis constricta är en fjärilsart som beskrevs av Embrik Strand 1901. Eulithis constricta ingår i släktet Eulithis och familjen mätare. Inga underarter finns listade i Catalogue of Life.